# Club aéreo del personal de carabineros (CAPECAR)
El Club aéreo del personal de carabineros (CAPECAR) es un club aéreo cuya sede se ubica en el aeródromo Tobalaba con el propósito de fomentar dentro de la institución el gusto y el uso del transporte aéreo, organizando cursos de pilotaje y perfeccionamiento y un servicio experimental aeropolicial ya en práctica en otros países.

## Historia
Había un grupo de Carabineros de Chile que iniciaron como pilotos civiles, empezaron planeando incorporar la aviación a los Carabineros de Chile para sus funciones esenciales.
Luego de la propuesta el general Reynaldo Espinoza Castro aprobó el proyecto y dispuso la cooperación institucional. 
Por tanto, la decisión de crear el Club Aéreo “Carabineros de Chile” fue adoptada, con franco entusiasmo, el 16 de junio de 1948. Se designó una directiva provisoria. Se eligió de Presidente al Capitán Sr. Guillermo Fuentes Besoaín y Secretario al Teniente Sr. René Barrera Vásquez.

Actualmente el CAPECAR se encuentra realizando actividades de skydiving, vuelos recreativos, misiones médicas y cursos de piloto privado.
El CAPECAR es un club aéreo bastante importante en la historia de la aviación en Chile por su historia y su relación con los Carabineros de Chile, al igual que realizando vuelos recreativos con socios del club.

## Flota
El CAPECAR tiene una flota de un total de 7 aviones, incluyendo un Beechcraft King Air 200
| Tipo                    | Matrícula             |
| Beechcraft King Air 200 | CC-ARS                |
| Cessna 206H             | CC-AHK                |
| Cessna 182S             | CC-APU                |
| ----------------------- | --------------------- |
| Cessna 182T             | CC-APX, CC-APZ,CC-AHM |

## Accidentes e incidentes
La tragedia aérea de Peñalolen: Un Cessna 206 del CAPECAR registrada CC-KKU se estrelló en una multicancha en Peñalolén después de haber perdido el control dejando 13 fallecidos (Tripulación y en tierra) y 10 heridos (En tierra)